# Zöldarcú amazon
A zöldarcú amazon (Amazona viridigenalis) a madarak osztályának papagájalakúak (Psittaciformes)  rendjébe és a papagájfélék (Psittacidae) családjába és az araformák (Arinae) alcsaládjába tartozó faj.

## Előfordulása
Természetes elterjedési területe egy viszonylag szűk terület Mexikó északnyugati részén.
Kedvelt kalitkamadár, elég nagy számba importálták korábban az Amerikai Egyesült Államokba. Gazdáiktól elszökött egyedek kisebb populációkat alkotnak Kalifornia és Florida államok déli, szubtrópusi jellegű vidékein, ahol mára a természetes madárvilág részévé váltak.
Ugyanilyen madarak élnek Puerto Rico szigetén is.
Száraz erdőségek, bozótosok és félszáraz élőhelyek lakója.

## Megjelenése
Testhossza 30-33 centiméter, testtömeg 270 gramm. Alapszíne zöld, homloka, feje teteje és kantárja karmazsinvörös. A szeme mögött egy karéj alakú kék sáv húzódik. Fültájéka és pofatájéka fűzöld.
|  |

## Életmódja
Magvakkal, gyümölcsökkel, virágokkal és nektárral táplálkozik.

## Szaporodása
Fészekalj 2-4 kerekded, fehér tojásból áll, melyen a tojó kotlik 28 napig. A fiókák kirepülési idő még 63 nap.